# Bröderna Melocco
Pietro Olivo, Antonio Nicholas och Galliano Eugenio Melocco (bröderna Melocco) var tre italiensk-australiska konstnärer och mosaikläggare. Pietro flyttade till Australien 1908 och grundade ett mosaikföretag i Redfern. Han anlitades 1910 för att lägga mosaik i St Mary's Cathedral i Sydney. Samma år kom hans bröder till Australien. Deras företag anställde som mest ungefär 200 personer. Det har uppskattats att brödernas företag står för cirka 90 procent av allt arbete utfört i marmor, terrazzo och stucco lustro i Sydney mellan 1910 och 1956. Pietro Melocco nominerades 1951 till Sir John Sulman Prize för konstverket Transport Progress in Frieze, utfört i stucco lustro, i Interstate Booking Office på Sydneys centralstation. Bland företagets andra noterbara verk finns Anzac Memorial och State Theatre.